# Gunnel Lindgren
Gunnel Lindgren (Estocolm, 28 de juny de 1921 - Silverthorne, Colorado (EUA), 6 de novembre de 2010), va ser un actriu de cinema i primera ballarina sueca. Estava casada amb el director Sixten Ehrling.
Els Ehrling estan enterrats a Östra kyrkogården a Malmö.

## Filmografia[3]
- 1931 – Hotell Paradisets hemlighet
- 1932 – En stulen vals
- 1944 – Nyordning på Sjögårda
- 1945 – Trötte Teodor
- 1945 – Oss tjuvar emellan eller En burk ananas
- 1963 – Atis och Camilla